# Fórmula de Briot
La fórmula de Briot es una expresión empírica que describe la dispersión óptica de un medio. Establecida en 1864 por el matemático francés Charles Briot, es parte de una serie de leyes empíricas que describen el índice de refracción de un medio en función de la longitud de onda de la luz incidente en la misma forma que la ley de Cauchy y que la ecuación de Sellmeier.
Esta fórmula es aplicable especialmente para materiales cuyos picos de absorción se sitúan tanto en las bandas de la radiación infrarroja como en la radiación ultravioleta.
La fórmula tiene la forma:
{\displaystyle n^{2}\approx -A'\lambda ^{2}+A+{\frac {B}{\lambda ^{2}}}+{\frac {C}{\lambda ^{4}}}},
donde A', A, B y C son constantes empíricas.
La fórmula de Briot es un resultado de la Ley de Cauchy, que tiene la forma {\displaystyle n^{2}\approx A+{\frac {B}{\lambda ^{2}}}+{\frac {C}{\lambda ^{4}}}}.
La adición de estos términos y la diferencia entre Cauchy y Briot se refiere a la interpretación de la ausencia de dispersión en el vacío. Briot, un partidario de la existencia del éter, piensa que si la luz no se dispersa por el éter, es que solo dicho material "ponderable" y sus oscilaciones juegan un papel en la dispersión, de donde surgen los términos en λ2.

## Publicación
La publicación original de esta fórmula se hace en Mallet-Bachelier, ed. (1864). Essai sur la théorie mathématique de la lumière. Paris. p. 132..